# St. Nikolaus (Hagen)

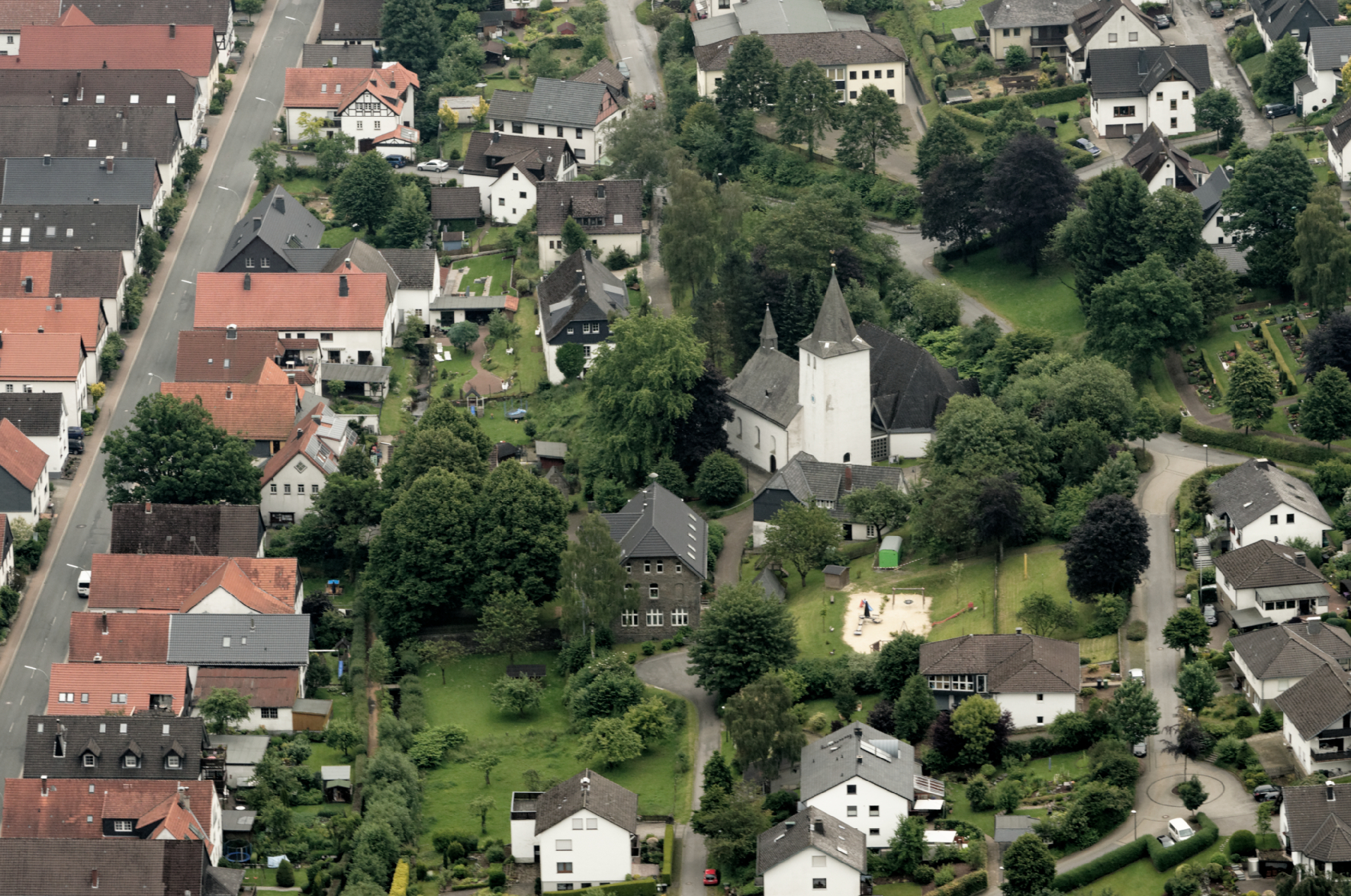
Luftaufnahme (2014)

Die katholische Pfarrkirche St. Nikolaus ist ein denkmalgeschütztes Kirchengebäude in Hagen, einem Ortsteil von Sundern im Hochsauerlandkreis (Nordrhein-Westfalen). Die Gemeinde gehört zum Erzbistum Paderborn.

## Geschichte und Architektur

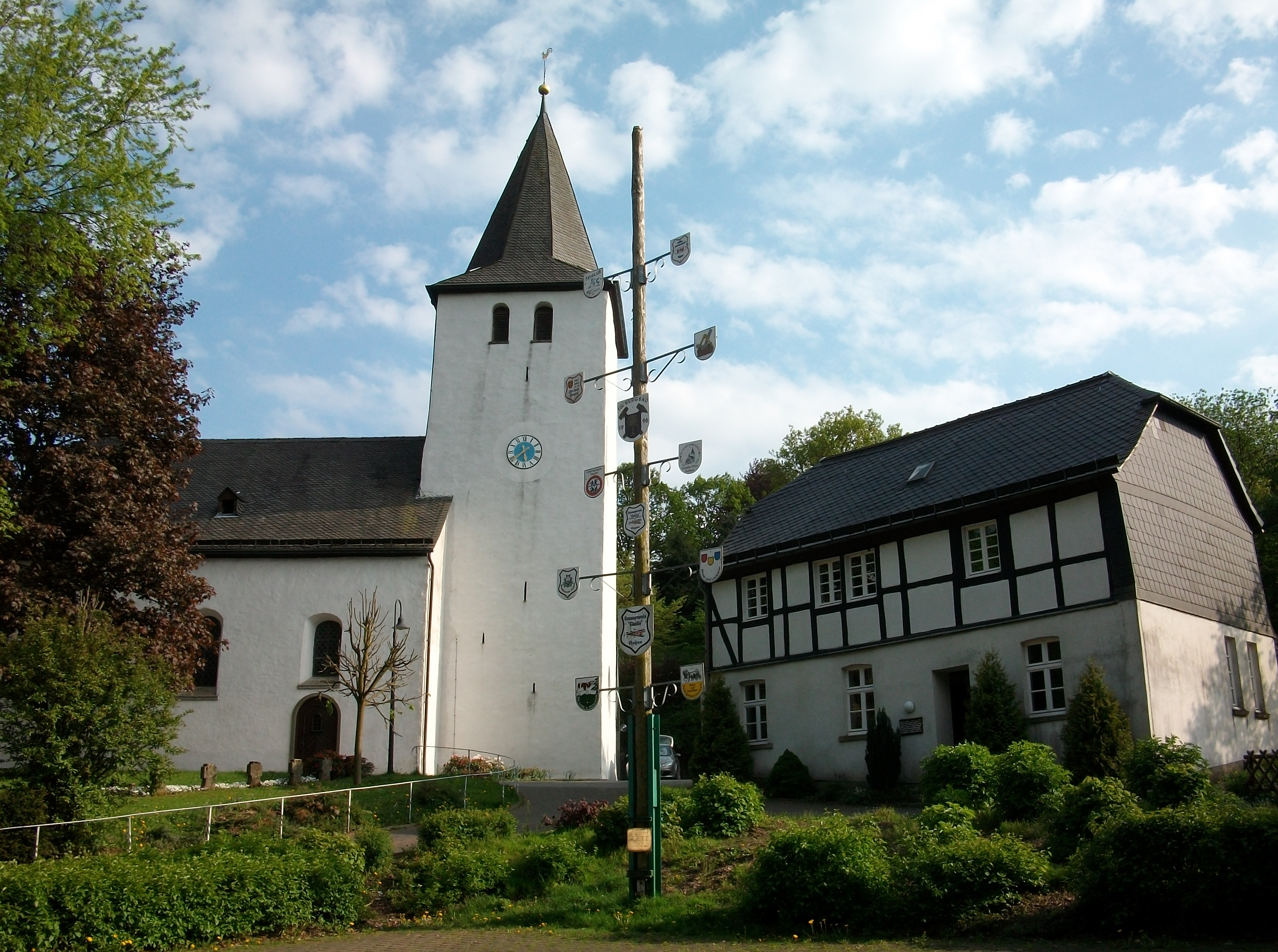
Pfarrkirche St. Nikolaus

Die kleine, dreijochige Hallenkirche mit nach Osten verengtem Chorjoch im flachen 5/8 Schluss wurde Anfang des 14. Jahrhunderts aus Bruchstein gemauert. Der Turm steht im Westen, dem Gebäude wurde ein Dachreiter aufgesetzt. 
Im Westjoch befindet sich der Übergang zu dem von 1974 bis 1975 im Süden errichteten Neubau. Dieser Übergang ist als niedriges Seitenschiff ausgeführt, er verbindet Neu- und Altbau unabhängig voneinander. Die Pläne zu dieser Erweiterung erstellte der Architekt Heinrich Stiegemann. Der Neubau steht separat neben der romanischen Kirche.
Der Saal ist in Skelettbauweise, mit spitzer Holzdecke und dreieckigen Lichtgauben zu beiden Seiten ausgeführt. Die schmalen Seiten des rechteckigen Schiffes weisen in der Mitte einen Knick auf. Die Verglasungen der dreieckigen Giebelfelder in den vier Intervallen der Längswände sind Arbeiten von Jupp Gesing. Der Raum ist von einem Walmdach, das flächig verschalt ist, gedeckt; an den Seiten befinden sich Stichkappen. Das Gebäude ist durch den Vorbau, in dem auch die Empore steht, erschlossen.
Im Altbau ruhen Gratgewölbe über 1976 erneuerten Kreuzpfeilern. Im selben Jahr wurden Reste der bauzeitlichen Raumfassung freigelegt.

## Ausstattung
- An der Chornordwand befindet sich der Rest einer Hl. Veronika aus dem 15. Jahrhundert.
- Die Sakramentsnische vom 15. Jahrhundert ist mit Maßwerk gerahmt.

## Orgel
Eine Orgel wurde 1685 erwähnt und für 1888 existiert ein Kostenvoranschlag für eine Reparatur. Eine neue Orgel mit zwei Manualen und 16 Registern wurde 1921 von der Orgelbaufirma Stockmann aufgestellt. Wegen Feuchtigkeitsschäden musste das Instrument zwischen 1953 und 1964 mehrfach restauriert werden. Die Orgel wurde 1976 durch die Firma Stockmann von der alten in die neue Kirche umgesetzt. 1989 war das Instrument soweit geschädigt, dass ein Neuanschaffung notwendig war. Die Einweihung der neuen Orgel fand im April 1993 statt, sie hat 14 Register.

## Glocken
Zur Zeit der Gründung der Freiheit Hagen wurde eine Kapelle errichtet, die wohl nur eine Glocke besaß. Zum Anfang des 16. Jahrhunderts wurden zwei weitere angeschafft. Bei einem Brand im Jahre 1816 wurden der Turmhelm und das Dach und auch die Glocken zerstört. Nach Behebung der Schäden im Jahr 1819 wurde aus den Überresten der zerstörten Glocken bei der Glockengießerei Vater und Sohn W.M.P.H. Rinke aus Lün eine neue, 1.000 Pfund schwere Glocke gegossen. Zwei kleinere Glocken lieferte Petit & Edelbrock aus Gescher. Die Kosten sollte durch eine Sonderabgabe zur Klassen- und Grundsteuer aufgebracht werden. Wegen der Armut der Bevölkerung reichte dieser Betrag nicht aus, es wurde an den Landrat Freiherr von Lilien ein Antrag auf Bereitstellung von Zuschüssen gestellt, der allerdings abgelehnt wurde. Eine Haussammlung brachte dann den gewünschten Erfolg. Wegen einer Spende wurde auch die Königin Elisabeth von Preußen angeschrieben. Es wurde ihr versprochen, eine der Glocken nach ihr zu benennen. Die antwortete handschriftlich, der Brief wird im Pfarrarchiv aufbewahrt. Der Wortlaut ist: Ich genehmige Ihren Antrag vom 19. November gern, daß einer der neuen Glocken der Kirche zu Hagen mein Name beigelegt werde, und wünsche, daß das neue Geläut ein Denkmal thätigen kirchlichen Sinnes der jetzt lebenden Gemeinde; den späteren Nachkommen derselben zu dauerndem Erbe und zu erwecklicher Anregung kirchlicher Gemeinschaft erhalten werde. Charlottenburg, den 23. Dezember 1844. Elisabeth.
Das heutige Geläut besteht aus vier Glocken aus Eisenhartguss. Die Glocken wurden 1918 von Ulrich & Weule in Bockenem gegossen und erklingen in fis', a', h' und cis''.